# 이타미시
이타미시(일본어: 伊丹市)는 일본 효고현 남동부에 있는 시이다. 오사카 국제공항(이타미 공항)이 있는 인구 20만 명의 도시이고, 오사카·고베의 위성 도시로 발전하고 있다.
에도 시대에는 성시로 발전했고, 또 일본주(청주, 정종)가 처음 만들어진 곳이라는 속설도 있다. 1995년 1월 17일의 한신·아와지 대지진으로 시 중심부에 있는 한큐 전철 이타미역이 붕괴되고 주민 23명이 사망한 피해가 났으나 현재는 거의 복구되었다.

## 지리
효고현 남동부에 위치해 있으며 동쪽에는 이나강, 서쪽에는 무코강이 흐르고 있다. 일대는 대체로 평탄하고 기복이 완만한 지형으로, 이타미 대지(伊丹台地)라고 불린다. 서일본 여객철도 후쿠치야마선과 한큐 전철 이타미선이 남북을 관통하고 있다. 오사카시에서 10km 떨어져 있다.

### 인접한 자치체
북쪽은 가와니시시, 북쪽, 서쪽은 다카라즈카시, 니시노미야시, 남쪽, 서쪽은 아마가사키시, 동쪽은 오사카부 이케다시, 도요나카시와 접한다.

## 역사
- 1940년 11월 10일 - 가와베군 이타미정과 이나노촌이 합병해 시로 승격, 이나노시가 되었다.
- 1947년 3월 1일 - 가와베군 고즈촌을 편입하였다.
- 1955년 4월 1일 - 다카라즈카시의 일부를 편입하였다.

## 교통

### 철도
- 서일본 여객철도 후쿠치야마선(JR 다카라즈카선)
- 한큐 전철 이타미선

### 버스
- 이타미 시영버스
- 한신 버스 한신선

### 도로
- 주고쿠 자동차도
- 메이신 고속도로
- 한신 고속도로
- 국도 제171호선 (일본)(일본어판)
- 국도 제176호선 (일본)(일본어판)

### 공항
- 오사카 국제공항

## 인구
2010년 국세조사 대비 인구 증감률을 보면 2.03% 증가한 196,160명이며, 증감률은 현내 41개 시군 중 6위, 49개 행정구역 중 10위에 해당한다.
| 연도 | 인구      | ±% |
| ---- | --------- | -- |
| 1970 | 153,763명 | —  |
| 1975 | 171,978명 | —  |
| 1980 | 178,228명 | —  |
| 1985 | 182,731명 | —  |
| 1990 | 186,134명 | —  |
| 1995 | 188,431명 | —  |
| 2000 | 192,159명 | —  |
| 2005 | 192,250명 | —  |
| 2010 | 196,127명 | —  |
| 2015 | 196,883명 | —  |
| 2020 | 198,138명 | —  |